# Hypoponera pallidula
Hypoponera pallidula är en myrart som först beskrevs av Carlo Emery 1900.  Hypoponera pallidula ingår i släktet Hypoponera och familjen myror. Inga underarter finns listade i Catalogue of Life.